# Steele City
Steele City és una població dels Estats Units a l'estat de Nebraska. Segons el cens del 2000 tenia 84 habitants.

## Demografia
Segons el cens del 2000, Steele City tenia 84 habitants, 45 habitatges, i 25 famílies. La densitat de població era de 141 habitants per km².
Dels 45 habitatges en un 11,1% hi vivien nens de menys de 18 anys, en un 48,9% hi vivien parelles casades, en un 2,2% dones solteres, i en un 44,4% no eren unitats familiars. En el 37,8% dels habitatges hi vivien persones soles el 17,8% de les quals corresponia a persones de 65 anys o més que vivien soles. El nombre mitjà de persones vivint en cada habitatge era d'1,87 i el nombre mitjà de persones que vivien en cada família era de 2,36.
Per edats la població es repartia de la següent manera: un 11,9% tenia menys de 18 anys, un 2,4% entre 18 i 24, un 25% entre 25 i 44, un 27,4% de 45 a 60 i un 33,3% 65 anys o més.
L'edat mediana era de 55 anys. Per cada 100 dones de 18 o més anys hi havia 100 homes.
La renda mediana per habitatge era de 22.500 $ i la renda mediana per família de 32.500 $. Els homes tenien una renda mediana de 31.250 $ mentre que les dones 18.750 $. La renda per capita de la població era de 36.214 $. Aproximadament el 8,3% de les famílies i el 19,3% de la població estaven per davall del llindar de pobresa.

## Poblacions més properes
El següent diagrama mostra les poblacions més properes.